# Eremophila subteretifolia
Eremophila subteretifolia är en flenörtsväxtart som beskrevs av Chinnock. Eremophila subteretifolia ingår i släktet Eremophila och familjen flenörtsväxter. Inga underarter finns listade i Catalogue of Life.